# العوني (مسلسل كوميدي)
العوني (الجزء الأول) هي سلسلة كوميدية مغربية من إنتاج سنة 2005 ومن بطولة نخبة من الفنانين المغاربة من بينهم سعيد الناصري وأمينة رشيد وعبد الله العمراني وصلاح الدين بنموسى .

## ملخص القصة
العوني رب هذه العائلة يملك مقهى بجوار منزله، حيث يعمل ويكد طوال النهار، كي يضمن لأسرته مستوى عيش رفيع وتنال ابنته الوحيدة أميمة كل حظها من الرفاهية، لكن جنون العظمة وحب الظهور، يجعل زوجته وحماته يبالغان في إغراقه بالمتطلبات التي لا تنتهي.
بين البيت والمقهى، تستمر العديد من المقالب والمفارقات المحرجة أحيانا يكون العوني ضحية لها. بهلول نادل المقهى يصبح طرفا في هذه المعادلة ويجلب بتهوره متاعب إضافية لمشغله العوني .

## البطاقة التقنية
- سيناريو : سعيد الناصري
- إخراج : حسن غنجة
- بطولة : سعيد الناصري ، أمينة رشيد ، عبد الله العمراني ، صلاح الدين بنموسى ، حمادي عمور ، محمد عزام أبو العز ، سهام أسيف ، ياسمين سهيل